# Thecagaster brevistigma
Thecagaster brevistigma – gatunek ważki z rodziny szklarnikowatych (Cordulegastridae). Występuje w górach w Azji Południowej – w północnych Indiach, Nepalu i Pakistanie.